# Lynn Boylan
Lynn Boylan, irl. Lynn Ní Bhaoighealláin (ur. 29 listopada 1976 w Dublinie) – irlandzka polityk, posłanka do Parlamentu Europejskiego VIII i X kadencji, senator.

## Życiorys
Kształciła się na University College Dublin. Zawodowo związana z sektorem organizacji pozarządowych działających na rzecz ochrony środowiska, zatrudniona jako koordynatorka projektów NGO w Ballymun. Zaangażowała się w działalność polityczną w ramach Sinn Féin, dołączając do jej władz krajowych (Ard Chomhairle). Kandydowała bez powodzenia do Dáil Éireann.
W 2014 uzyskała mandat eurodeputowanej VIII kadencji z okręgu wyborczego Dublin. W PE przystąpiła do frakcji Zjednoczonej Lewicy Europejskiej – Nordyckiej Zielonej Lewicy. Mandat eurodeputowanej wykonywała do 2019. W wyniku wyborów w 2020 zasiadła w Seanad Éireann 26. kadencji. W 2024 ponownie została wybrana do Europarlamentu.